# Episodi di Blondie (serie televisiva 1968)
La prima e unica stagione della serie televisiva Blondie è stata trasmessa in anteprima negli Stati Uniti d'America dalla NBC tra il 26 settembre 1968 e il 9 gennaio 1969.
| nº | Titolo originale              | Titolo italiano | Prima TV USA      | Prima TV Italia |
| -- | ----------------------------- | --------------- | ----------------- | --------------- |
| 1  | Sayanora Dagwood              |                 | 26 settembre 1968 |                 |
| 2  | My Camp Runneth Over          |                 | 3 ottobre 1968    |                 |
| 3  | Flower Child                  |                 | 10 ottobre 1968   |                 |
| 4  | The Gladiators                |                 | 17 ottobre 1968   |                 |
| 5  | Angel in Disguise             |                 | 31 ottobre 1968   |                 |
| 6  | Dithers' Damned Dog           |                 | 7 novembre 1968   |                 |
| 7  | Dagwood the Wheeler Dealer    |                 | 14 novembre 1968  |                 |
| 8  | Blondie's Good Citizen        |                 | 21 novembre 1968  |                 |
| 9  | Blondie's Birthday            |                 | 5 dicembre 1968   |                 |
| 10 | Marriage Menders              |                 | 12 dicembre 1968  |                 |
| 11 | Blondie's Masquerade          |                 | 19 dicembre 1968  |                 |
| 12 | Once Upon a Guru              |                 | 26 dicembre 1968  |                 |
| 13 | Pick on Someone Your Own Size |                 | 9 gennaio 1969    |                 |
| 14 | The Dying Swan                |                 |                   |                 |
| 15 | Dagwood's Private War         |                 |                   |                 |
| 16 | Run Buddy, Run                |                 |                   |                 |